# آنتون ففر
آنتون ففر (آلمانی: Anton Pfeffer؛ زادهٔ ۱۷ اوت ۱۹۶۵) بازیکن سابق و مربی فوتبال اهل اتریش است.
از باشگاه‌هایی که در آن بازی کرده‌است می‌توان به باشگاه فوتبال آستریا وین اشاره کرد.
وی همچنین در تیم ملی فوتبال اتریش بازی کرده‌است.